# Reimersberg
Der Reimersberg ist ein 1230 m ü. NHN hoher Berg in den Tegernseer Bergen, die zu den Bayerischen Voralpen gehören. 
Der Reimersberg ist ein vollständig bewaldeter Gipfel östlich des Schweinberges und nördlich des Fockensteins bei Lenggries. Er ist vermutlich einer der seltensten besuchten Gipfel in den Tegernseer Bergen; sein Gipfel bietet keinerlei Aussicht, ist nur unmarkiert und weglos zu erreichen, bietet jedoch keine technischen Schwierigkeiten.